# Dziesiętny system liczbowy

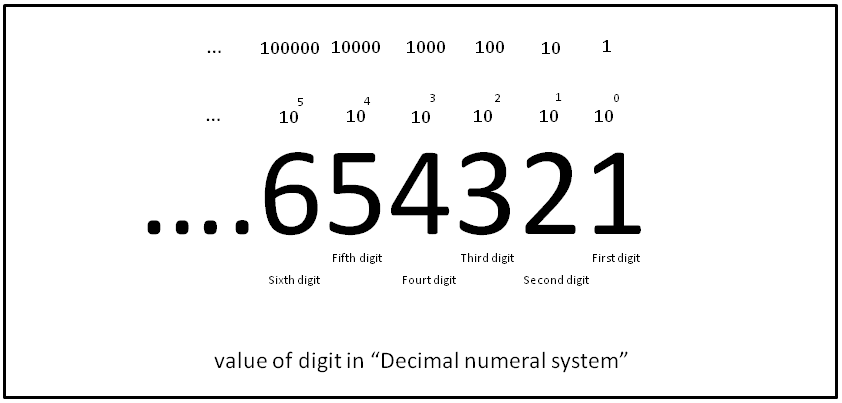
wartość cyfr w dziesiętnym systemie liczbowym

Dziesiętny system liczbowy (system dziesiątkowy, system decymalny, system arabski) – pozycyjny system liczbowy, w którym podstawą jest liczba 10; do zapisu liczb stosuje się 10 cyfr: 0, 1, 2, 3, 4, 5, 6, 7, 8, 9. Liczby zapisuje się jako ciąg cyfr, z których każda jest mnożnikiem kolejnej potęgi liczby 10. Niekiedy dla poprawy czytelności cyfry grupuje się po trzy (Okcydent) lub cztery (część Orientu). Część całkowitą i ułamkową oddziela separator dziesiętny.
Przykładowo zapis „645,7” z separatorem dziesiętnym w postaci przecinka oznacza
{\displaystyle 6\cdot 10^{2}+4\cdot 10^{1}+5\cdot 10^{0}+7\cdot 10^{-1}=600+40+5+0,7=645{,}7.}
Dziesiętny system liczbowy jest obecnie na świecie podstawowym systemem stosowanym niemal we wszystkich krajach. Pierwotnie pochodzi on z Indii, z których przedostał się do Europy za pośrednictwem Arabów. Od XVI wieku stosowany był równolegle obok systemu rzymskiego w nauce, księgowości oraz tworzącej się w tych czasach bankowości. W oficjalnych dokumentach jednak nadal zamieniano liczby w zapisie arabskim na system rzymski. W końcu, dzięki praktycznym zaletom (głównie wygoda w obliczeniach arytmetycznych) system arabski niemal zupełnie wyparł system rzymski.

## Zmiana systemów
Aby przeliczyć liczbę z systemu dziesiątkowego na inny, należy wykonać dzielenie z resztą liczby przez podstawę systemu liczbowego, na który jest przeliczana. Iloraz tych liczb ponownie dzielony jest przez podstawę systemu liczbowego, aż do wyniku równego zeru; liczba zapisana w innym systemie ma postać ciągu otrzymanych reszt z dzielenia zapisana od końca. Przykładowo
{\displaystyle {\begin{aligned}132/8&=16{\mbox{ reszty }}4,\\16/8&=2{\mbox{ reszty }}0,\\2/8&=0{\mbox{ reszty }}2,\end{aligned}}}
skąd
{\displaystyle 132_{(10)}=204_{(8)}.}
Aby przeliczyć liczbę z danego systemu liczbowego na dziesiętny, należy zapisać ją w postaci sumy liczb, z których każda jest iloczynem kolejnej cyfry, przez kolejną potęgę podstawy systemu. Na przykład:
{\displaystyle 204_{(8)}=2\cdot 8^{2}+0\cdot 8^{1}+4\cdot 8^{0}=2\cdot 64+0\cdot 8+4\cdot 1=128+0+4=132_{(10)}}